# بنگت فروبوم
بنگت فروبوم (انگلیسی: Bengt Fröbom; ۱۲ دسامبر ۱۹۲۶ – ۸ ژوئن ۲۰۱۲) دوچرخه‌سوار اهل سوئد بود.